# Séquence (liturgie)
Pour les articles homonymes, voir Séquence et Sequentia.
La séquence (du latin sequentia), est un poème chanté intégré à la liturgie catholique romaine, initialement lié aux développements de l'alleluia et issu de la liturgie locale. Contrairement au sens initial, selon la liturgie actuelle, celle-ci précède l'alleluia tandis qu'au Moyen Âge, la pratique avant l'alleluia et l'Évangile était également fréquente. D'où, le terme s'emploie parfois sans distinction stricte avec la prose indiquant précédant. 
Historiquement, par deux fois des réformes liturgiques limitèrent considérablement son usage. La première, après le concile de Trente, n'en adopta officiellement que quatre puis cinq. Depuis la seconde réforme, celle du concile Vatican II, seules quatre séquences sont en usage dans la liturgie officielle, pour les fêtes de Pâques, de Pentecôte, de Fête-Dieu ainsi que de Notre-Dame des Douleurs. La fonction de la séquence Dies iræ fut modifiée lors de cette réforme. En dépit de ces modifications, certaines séquences anciennes sont encore chantées.

## Terme
Le mot séquence, issu du latin sequentia, n'est pas ancien dans l'histoire de la langue française. Mais le terme s'employait déjà dans les écritures au XVIIIe siècle. 
Celui-ci signifie « suite », plus précisément suite de l'alleluia ou du verset de l'alleluia,.
Dans la liturgie, ce terme possédait son double sens. Auparavant, il s'agît du synonyme du jubilus, à savoir long mélisme de l'alleluia, attribué à la dernière syllabe a de ce terme, qui n'est autre que le diminutif de Yahvé. De fait, le terme sequentia s'employait dans l'écriture d'Amalaire de Metz († 850) au lieu du jubilus, alors qu'auprès des monastères sangalliens, il s'agissait du terme hymne indiquant la séquence actuelle.

Il existait un emploi plus rigoureux de sequentia. L'alleluia se compose normalement en trois parties : alleluia - verset - alleluia (A - B - A). Parfois, le compositeur du chant grégorien préférait un nouveau jubilus plus développé, plus distingué, plus solennel après le verset (A - B - A bis). Au Moyen Âge, on appelait ce dernier morceau sequentia, sequela ou longissima melodia. Et les melodiæ longissimæ sont précisément ces morceaux qui représentaient une difficulté particulière de la formation musicale aux yeux du jeune Notker de Saint-Gall († 912), qui établit un nouveau genre musical, la séquence, pour en faciliter la mémorisation. Il est normal que ce chant fût tout d'abord conçu afin de soutenir ces melodiæ longissimæ.     

## Séquence avant 1570

### Origine
Sous influence de la Renaissance carolingienne, grand mouvement culturel, le chant grégorien fut soigneusement composé, essentiellement aux IXe et Xe siècle. Très fidèle au texte sacré, la Bible, il respecte strictement le rite romain, plus précisément le sacramentaire. En conséquence, au regard des manuscrits les plus anciens, sa qualité demeure exceptionnelle, dans les domaines artistique et théologique, en tant que le premier sommet de la musique occidentale. De fait en Europe, tous les chants liturgiques furent remplacés, à l'exception du chant ambrosien mais affaibli.  
À partir du Xe siècle, de nouveaux chants furent ajoutés au répertoire du chant grégorien. D'une part, afin d'enrichir ce répertoire. D'autre part, pour répondre aux besoins de la liturgie locale. Donc, si ces chants étaient également notés en neumes anciens, il s'agissait d'un autre genre. Leurs mélodies étaient parfois issues d'anciennes pièces chantées et ne respectaient plus la grammaire musicale du chant grégorien. Surtout, les textes étaient normalement non bibliques.
Il s'agit des trope, séquence, prose ainsi que des pièces farcies de l'Ordinarium Missæ, tels les Kyrie. Quant à la séquence, celle-ci suivait, selon la première définition, le verset de l'alleluia pour renforcer ce dernier. Son origine demeure plus obscure que celle du trope. Des prototypes, vraisemblablement, se trouvaient au milieu du IXe siècle dans un antiphonaire originaire de l'abbaye de Jumièges (voir le paragraphe suivant). Faute de ressources documentaires suffisantes, il est impossible d'affirmer qu'il s'agit d'une invention de ce monastère.

### Séquence de Notker

#### Naissance de la séquence sangallienne auIXesiècle

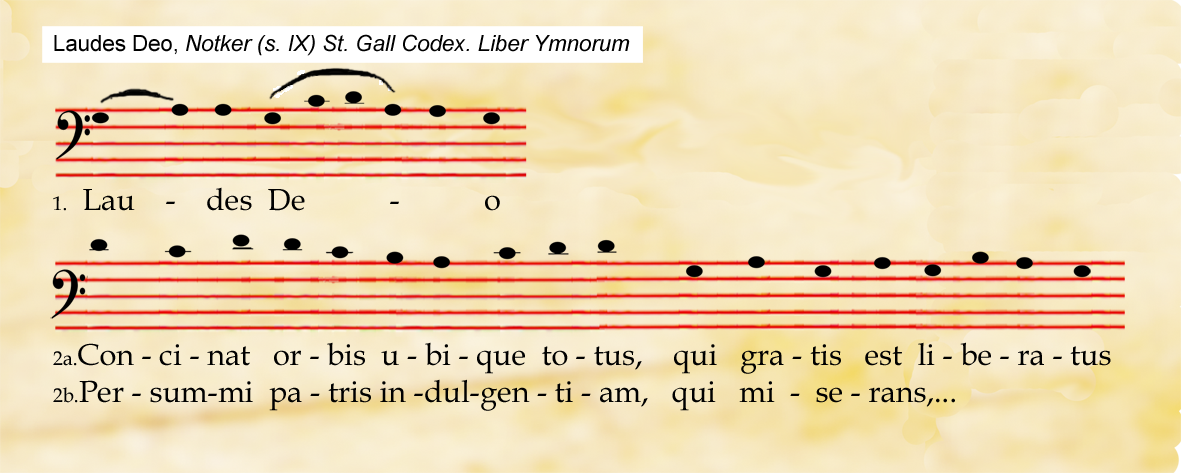
Laudes Deo concinat orbis de Notker en notation contemporaine.

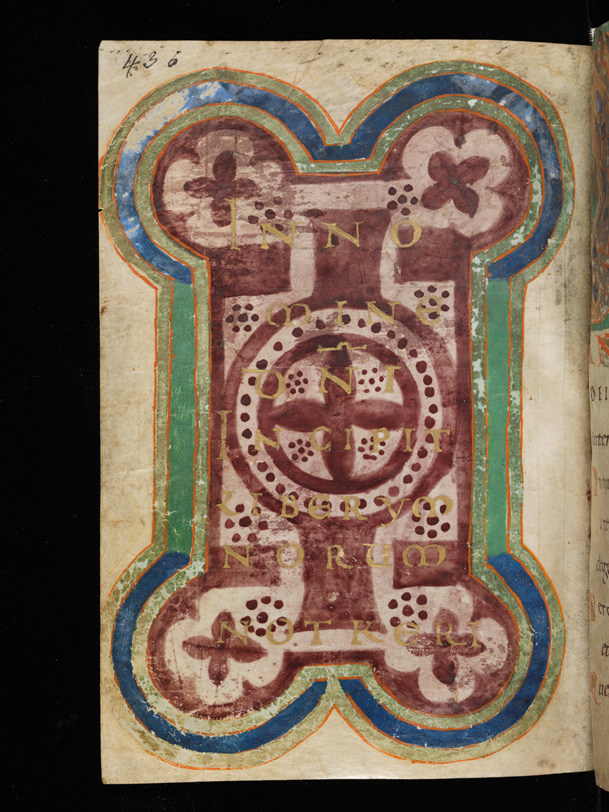
In nomine Domini incipit liber ymnorum Notkeri (Einsiedeln 121, folio 436, manuscrit copié entre 964 et 971).

Alors que les auteurs de la plupart des séquences demeurent inconnus, celui d'une des plus anciennes fut paradoxalement identifié avec une excellente certitude. Il s'agit de Notker le Bègue († 912), moine de l'abbaye de Saint-Gall, célèbre poète, écrivain et musicien. Dans la préface de son Liber hymnorum dédié à Liutward de Verceil vers 884, il précisait pourquoi de nombreuses séquences avaient été composées [lire en ligne]. Quand il était jeune, il lui fallait devenir chantre, donc mémoriser les melodiæ longissimæ (jubilus) avec une immense difficulté. En effet, le chant grégorien est si profondément lié au texte latin qu'à cette époque-là, il était vraiment difficile à exécuter de longs mélismes sans support de texte.
La solution fut donnée, par hasard. Un jour, un moine de l'abbaye de Jumièges y arriva avec un antiphonaire, après que le monastère de Jumièges avait été dévasté en 841 par les vikings. Notker s'aperçut que quelques versus étaient notés en forme de séquence dans cet antiphonaire, adaptés à ces mélodies de longueur extrême sans texte. Quoique assez de musicalité ne fût pas trouvée dans ces notations, le jeune moine sangallien, bien inspiré, commença à chercher une meilleure manière. Selon cette préface, la première séquence composée était la Laudes Deo concinat orbis. Encouragé par son maître Iso, il remania celle-ci ainsi que d'autres et continua sa composition. Un conseil d'Iso donna finalement naissance au chant syllabique à Saint-Gall,. Certes, les moines sangalliens employaient le terme hymne pour de nouveaux chants. Mais, il s'agissait d'un chant plus simple et très différent de l'hymne de saint Ambroise de Milan.
D'ailleurs, si Notker exprimait qu'il ne s'agissait que d'une amélioration, et non invention, cette écriture et ses notations expliquent déjà les deux caractéristiques importantes de la séquence : chant syllabique, étroitement lié à l'alleluia. Il faut ajouter qu'au moins à Saint-Gall, les œuvres s'employaient dans l'optique pédagogique, notamment pour de jeunes choristes : mémoriser facilement la mélodie en bénéficiant du chant syllabique.

#### Manuscrits sangalliens
La bibliothèque de Saint-Gall conserve plusieurs notations de ces séquences. Il s'agit des manuscrits 376, 378, 380, 381, 382, 484 et 546. De même, celle d'Einsiedeln possède le manuscrit 366 (472) et surtout le 121, version de luxe. Les neumes des manuscrits les plus anciens, 484 et 381, ne sont pas identique à ceux des manuscrits tardifs. D'où, il n'est pas facile à retrouver les mélodies authentique de Notker. Au regard des textes, son authenticité de l'auteur fut établie en 1948, grâce aux études de Wolfram von den Steinen. 
Ces manuscrits suggèrent que les séquences de Notker étaient effectivement pratiquées dans les monastères de la famille de Saint-Gall. Toutefois, il est probable que les moines distinguaient strictement ces séquences du répertoire du chant grégorien, d'abord, en rendant hommage à ce grand prédécesseur de Saint-Gall. D'ailleurs, ils connaissaient la différence musicale entre deux. Vraisemblablement pour ces deux raisons, le manuscrit Einsiedeln 121 contient une magnifique page de titre, dorée, pour commencer la deuxième partie, In nomine Domini incipit liber ymnorum (hymne) Notkeri (folio 436, [manuscrit en ligne]).    
Une collaboration internationale et scientifique put réaliser récemment une exécution de qualité de ces séquences, selon les neumes sangalliens et avec des musiciens professionnels. 

### Séquence florissante au Moyen Âge
Un grand nombre des chants de ce genre exprimait que la création des chants liturgiques se continuait durant tout le Moyen Âge, notamment sa composition de textes profitant d'anciennes pièces chantées. Mais, sa pratique se caractérisait, en comparaison du chant grégorien, d'une particularité, à savoir diffusion très variable. Certaines œuvres étaient très connues en tout lieu. Tantôt, la pratique restait dans une région. Tantôt, une séquence n'était exécutée qu'auprès d'un seul établissement religieux.   
On considère qu'à la fin du Moyen Âge, quasiment toute la messe s'accompagnait d'une séquence, jusqu'à ce que cette pratique n'ait plus été recommandée en 1570. On estimait l'existence de plusieurs mille séquences médiévales dans un dictionnaire. Si un autre musicologue Richard Hallowell Hoppin aussi donnait 4 500 séquences environ, essentiellement liturgies locales, il est difficile de compter exactement le nombre de compositions.
Au XVIe siècle, l'autorité soupçonnait nonobstant la qualité des séquences, en tant que chant liturgique de l'Église. En 1536, il s'agissait de l'un de sujets du concile provincial de Cologne. Une fois le concile de Trente commencé, celui de Reims, tenu en 1564, ordonna que les séquences soient examinées.

### Difficulté de classification
À mesure que les chants dans ce genre devinrent nombreux, sa dénomination connaissait une confusion considérable. Notamment, la distinction entre la prose (signifiant avant) et la séquence (après) avec l'exécution de l'alleluia fut quasiment perdue. Elles devinrent presque synonymes, et la classification reste encore floue jusqu'à nos jours. Ainsi, plus tardivement, Marc-Antoine Charpentier composa son motet Victimæ paschali laudes en faveur d'une célébration de Pâques en 1671. Il écrivait dans sa notation autographe : Prose Pour Le jour de Pasques . Mais il n'est pas certain que cette œuvre ait été exécutée avant l'alleluia le dimanche 28 mars 1671. Dans le Dictionnaire de liturgie, rédigé par Dom Robert Le Gall, ceux qui concernent se trouve entièrement sur la page de la Prose tandis que celle de la Séquence ne se consacre qu'à sa définition.
Nonobstant, l'origine de cette confusion était assez ancienne. Au regard du Victimæ paschali laudes, dans le manuscrit le plus ancien remontant au XIe siècle, deux copistes ajoutèrent un peu plus tard deux versions d'alleluias de Pâques. Donc, on peut considérer que celle-ci était chantée en tant que prose à l'abbaye Saint-Vaast à Arras [manuscrit en ligne]. Au contraire, une autre notation de l'abbaye territoriale d'Einsiedeln (XIe ou XIIe siècle) s'accompagne d'un alleluia sans verset. Dans ce cas, manuscrit copié selon une notation apportée ou bien la pratique de cette abbaye, il semble que la pièce fût chantée en tant que verset de l'alleluia [manuscrit en ligne]. L'ambiguïté demeure considérable dans cette catégorie, issue de la liturgie locale.

## Séquence après 1570

### Concile provincial de Cologne
En 1538 se tint le concile provincial de Cologne. L'archevêque de Cologne Hermann de Wied le présida afin de lutter contre l'hérésie de Martin Luther. Dans cette optique, son onzième article condamnait les séquences mal composées, notamment insérées dans les missels sans jugement. Le concile ordonna en conséquence une réforme des missels et bréviaires.

### Concile de Trente etMissale Romanum
En répondant à ces besoins de l'époque, une fois le concile de Trente terminé, le pape Pie V fit publier en 1570 le Missale Romanum, grâce auquel l'Église possède, pour la première fois, les textes officiels chantés à la messe. Si la liturgie locale était encore admise et respectée, même après la publication du dit cérémonial de Clément VIII sorti en 1600, la célébration de la messe d'après les dogmes tridentins devint de plus en plus universelle. En effet, le concile chargeait à l'Église un vaste plan d'action : d'une part, la Contre-Réforme pour l'extirpation de l'hérésie ; d'autre part, la Réforme catholique afin de remédier aux maux qui accablaient la chrétienté. Le premier missel romain avait été édité dans cette circonstance.
Cette réforme toucha par conséquent énormément les séquences. Malgré la pratique fréquente à l'époque, l'Église décida de les supprimer dans la liturgie universelle, à l'exception de quelques exemplaires de très bonne qualité.

### Utilisation liturgique à partir de 1570

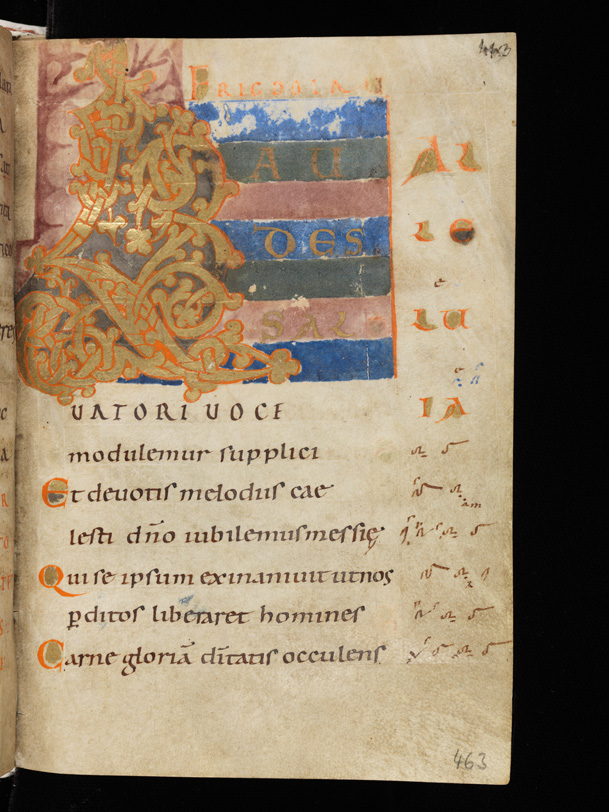
La pratique de la Laudes salvatori, initialement composée par Notker et chantée depuis le Xe siècle, disparut (Einsiedelen 121, fol. 463).

Pour les séquences, ces officialisation et publication étaient finalement définitives. Premièrement, celles-ci, qui furent sélectionnées, sont toujours en usage jusqu'ici. Deuxièmement, la plupart des séquences disparurent en revanche et furent oubliées dans la liturgie, même si le cérémonial de 1600 admettait à ajouter de propres coutumes locales à la liturgie essentielle et universelle du Saint-Siège. 
De fait, seules quatre séquences furent choisies pour le missel. Ceux qui concernent étaient le Victimæ paschali laudes, le Veni Sancte Spiritus, le Lauda Sion ainsi que le Dies iræ. 
Afin d'expliquer ce bouleversement, il suffit de citer un exemple. Auparavant, la séquence Laudes salvatori voce, issue de la version simple de Notker, était fréquemment chantée à Pâques. Celle-ci fut dorénavant remplacée par le Victimæ paschali laudes, par exemple, dans le Missale Frigingense à partir de l'édition 1579.
Le jugement de l'Église, ayant exclu les séquences, fut formellement présenté en 1600 dans le cérémonial de Clément VIII d'après lequel le chant grégorien est dorénavant le « chant liturgique de l'Église par excellence ».
Toutefois, en 1727, le Stabat Mater fut ajouté en tant que cinquième, d'abord dans le bréviaire romain sorti dans cette année.

### Répertoire actuel
La dernière modification du répertoire eut lieu, à la suite du concile Vatican II, en 1969. En conséquence, il ne reste actuellement que quatre séquences officielles en usage dans le missel romain en latin à partir de 1970, si le concile apprécie et recommande dorénavant les hymnes, avec lesquelles toutes les célébrations peuvent se commencer.    
La séquence Dies iræ fut supprimée, lors de cette réforme liturgique. Plus précisément, celle-ci fut formellement transférée à la 34e semaine du Temps ordinaire.
Aujourd'hui, les séquences sont attribuées aux quatre fêtes importantes dès Pâques. Leur exécution est fixée avant l'Alléluia, contrairement au sens littéraire initial de la séquence, qui suit celui-ci. La prose, quant à elle, n'existe plus. 
- Victimae paschali laudes, chantée à Pâques et durant l'octave de Pâques ;
- Veni Sancte Spiritus, chantée à la Pentecôte (50 jours après Pâques) ;
- Lauda, Sion, chantée à la Fête-Dieu (60 jours après Pâques, usage facultatif[15]) ;
- Stabat Mater, chantée à la fête de Notre-Dame des Douleurs (15 septembre, usage facultatif[15]).

Donc, on peut distinguer aujourd'hui strictement la séquence de l'hymne. Alors que le célébrant possède une liberté de choix pour cette dernière, la séquence est rigoureusement liée à sa propre fête . Il faut qu'un Alleluia soit suivi de celle-ci lors de l'exécution tandis que les hymnes demeurent indépendantes. 
Les établissements religieux peuvent exécuter les proses et séquences anciennes, en conservant la tradition ancienne, quoique la publication de celles-ci ne soit plus tenue. Ainsi, la Dies iræ demeure en usage et fonctionne traditionnellement. En raison de son authenticité, celles de Notker aussi sont parfois chantées.
De même, quelques publications placent encore la séquence avant l'alléluia. La pratique en cette façon aussi reste active.
- Écouter en ligne avec notation, exécution de la Schola Sanctæ Scholasticæ ainsi que moniales de l'abbaye Sainte-Cécile de Ryde (congrégation de Solesmes) et le reste

1. Victimæ paschali laudes
2. Veni Sancte Spiritus
3. Lauda Sion
4. Stabat Mater (en préparation, notation disponible)
5. Dies iræ

## Caractéristiques du genre musical

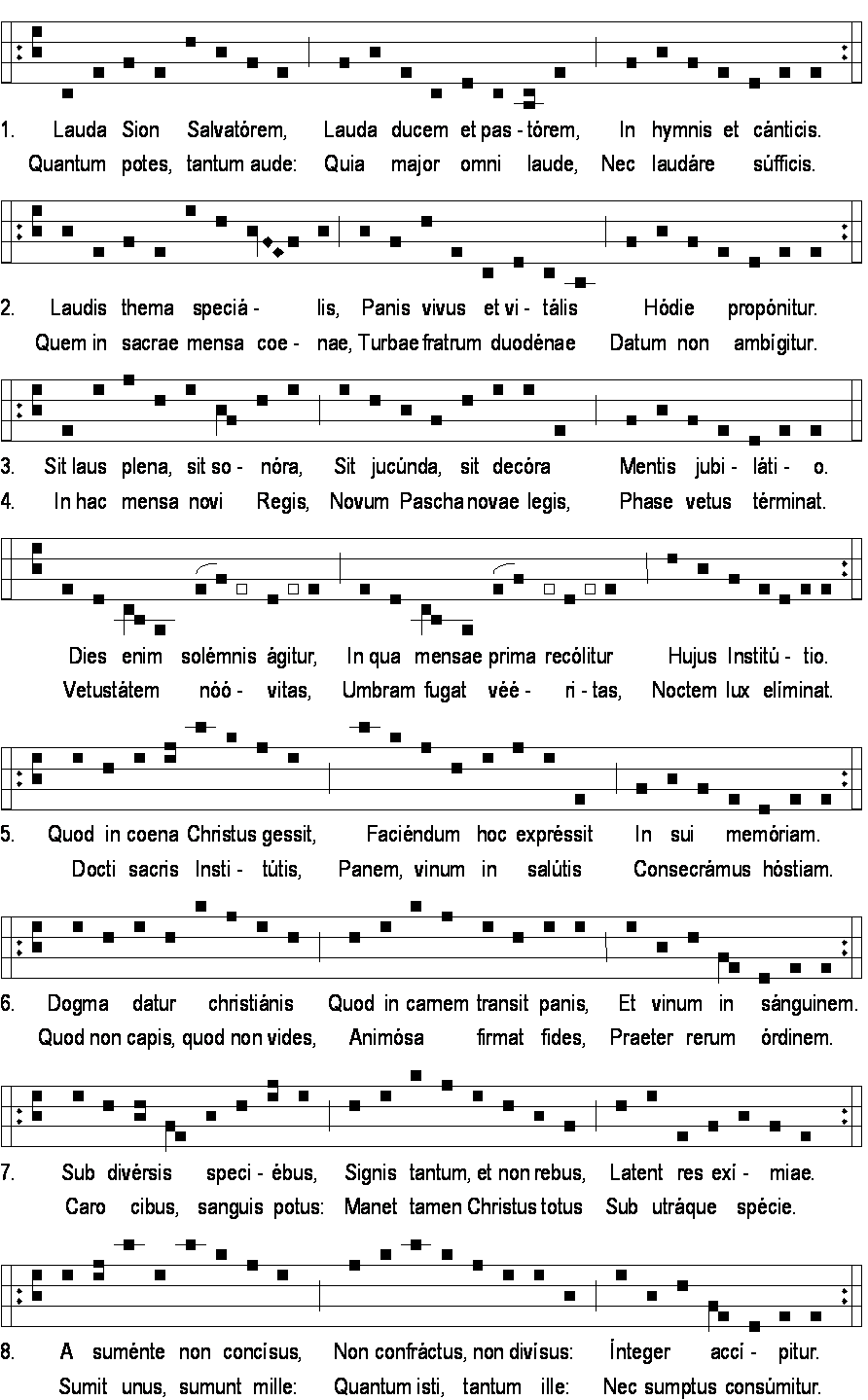
Séquence Lauda Sion pour Corps Christi.

La séquence Lauda Sion est typique de la structure de ce genre musical, assez proche de celui des hymnes :
- Le style est nettement syllabique. Il n'y a aucun récitatif sur une note constante, et on voit à peine apparaître ici et là des neumes simples, moins d'un par incise: quelques podatus et clivae. Le climacus sur la deuxième ligne est la figure la plus complexe.
- Le texte est divisé en vers, qui non seulement sont scandés, mais où de plus les fins de vers (sur chaque segment) sont rimées. C'est la séquence qui a inauguré ce procédé, qui était inconnu en poésie latine.
- Chaque segment mélodique est répété deux fois.
- Le nombre de pieds de chaque strophe n'est qu'approximativement constant, et des notes supplémentaires (dans les vers 3 & 4, en blanc) doivent être insérées dans la mélodie, ou des syllabes doivent être fusionnées en un podatus, pour rétablir le compte.

Les séquences sont une création tardive du plain chant, et n'en respectent guère de principes esthétiques grégoriennes :
- Le lien entre l'accentuation textuelle et l'élan mélodique, si important pour l'interprétation des pièces grégorienne (voir sémiologie grégorienne) est rompu : le texte et la mélodie sont à présent pratiquement indépendants.
- La tonalité est très indécise, et la mélodie se déroule sans référence réelle à des teneurs. C'est le flottement mélodique qui caractérisera la musique moderne, axé sur une gamme sans référence à une dynamique modale.

## Liens externes

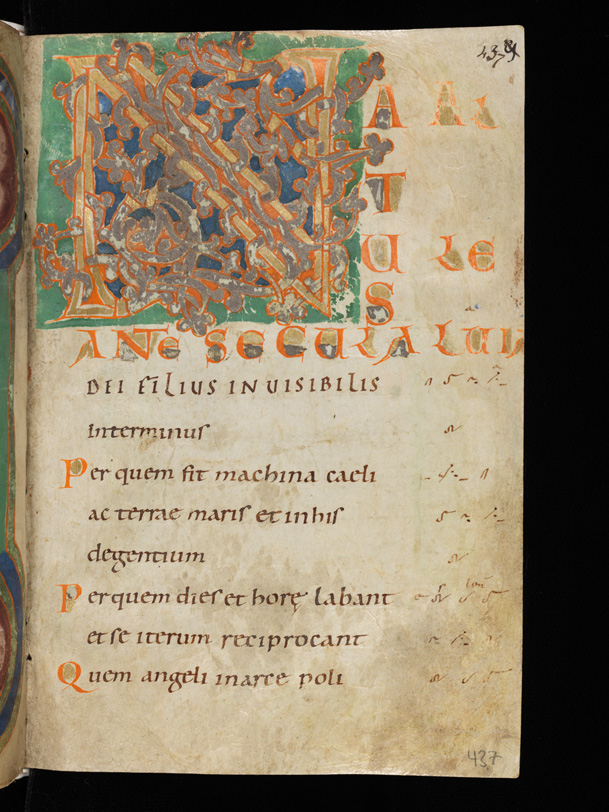
Notation de la séquence Natus ante sæcula (Manuscrit Einsiedeln 121, folio 437).